# 汐見稔幸
汐見 稔幸（しおみ としゆき、1947年7月25日- ）は、日本の教育学者、東京大学名誉教授、白梅学園大学名誉学長、白梅学園短期大学名誉学長。日本保育学会会長、全国保育士養成協議会会長、厚生労働省社会保障審議会児童部会保育専門委員会委員長、元東京大学教育学部附属中等教育学校校長。一般社団法人日本知育玩具協会顧問。 専門は教育学、教育人間学、保育学、育児学。

## 経歴・人物
大阪府堺市生まれ。大阪府立天王寺高等学校卒業。1975年東京大学教育学部卒業、1981年同大学院教育学研究科博士課程満期退学。東京大学教育学部専任講師、助教授、大学院教育学研究科教授。
2007年3月、東京大学を退職し、同大学名誉教授。同年4月より白梅学園大学教授・副学長。同年10月より2018年3月まで学長。
2009年4月-2018年3月、BPO青少年委員会委員長。
2015年12月-2016年12月、厚生労働省社会保障審議会 （保育専門委員会）座長。

## 著書
- 『幼児の文字教育』大月書店(国民文庫)　1986
- 『少年とことば』新日本出版社(シリーズ少年期との対話)　1987
- 『いきいき小学生』大月書店(国民文庫)　1989
- 『元気が出る中学生の本』大月書店(中学生ゼミナール)　1991
- 『素敵な子育てしませんか』労働旬報社 1992
- 『このままでいいのか、超早期教育』大月書店(子育てと健康シリーズ)　1993
- 『地球時代の子どもと教育 情報化社会における新しい知性とヒューマニズムを求めて』ひとなる書房 1993
- 『0～3才個性を伸ばす能力を育てる』主婦の友社 1993
- 『その子らしさを生かす・育てる保育 新しい時代の保育をめざす保育者のための教育学』あいゆうぴい 1995
- 『幼児教育産業と子育て』岩波書店(子どもと教育)　1996
- 『かしこさってなあに 乳幼児期の知育を育てる』あいゆうぴい 1996
- 『ほめない子育て 自分が大好きといえる子に』栄光教育文化研究所(ヤングママ・パパの「いきいき」子ども学シリーズ)　1997
- 『子育て愛があればだいじょうぶ』講談社 1998 「子育てはキレない、あせらない」講談社+α文庫
- 『なんどでもやり直せ!ぼくの体験的子育て論』ブロンズ新社 1999
- 『小学生を勉強好きにする父の役割、母の役割』二見書房(サラ・ブックス)2000
- 『親子ストレス 少子社会の「育ちと育て」を考える』平凡社新書　2000
- 『「教育」からの脱皮 21世紀の教育・人間形成の構図』ひとなる書房 2000
- 『親がキレない子育て』サンマーク文庫　2002
- 『0～5歳素敵な子育てしませんか』旬報社 2003
- 『おーい父親 pt.1(子育て篇)』大月書店 2003
- 『おーい父親 pt.2(夫婦篇)』大月書店 2003
- 『心も身体もほんとうにかしこい子に育てる 汐見流育児法』主婦の友社 2004
- 『子どものサインが読めますか 子育て考現学』女子パウロ会 2005
- 『「ムカつく」「キレる」心ってたいへん』学習研究社(はじめてのカウンセリング心のたんけん)　2006
- 『学力を伸ばす家庭のルール 賢い子どもの親が習慣にしていること』小学館 2006
- 『親子のハッピーコミュニケーション 子どもを伸ばす会話力』岩崎書店 2007
- 『親だから伸ばせる中高生の「学力」と「生きる力」』主婦の友社 2007
- 『子どものコミュニケーション力の基本は共感です 汐見先生の素敵な子育て』旬報社 2007
- 『子どもの身体力の基本は遊びです 汐見先生の素敵な子育て』旬報社 2008
- 『子どもの学力の基本は好奇心です 汐見先生の素敵な子育て』旬報社 2008
- 『「格差社会」を乗り越える子どもの育て方』主婦の友社(家庭人books)　2008
- 『夫婦力 夫の「話し方」で夫婦はこんなに変わる』岩崎書店 2008
- 『子どもの自尊感と家族 親と子のゆっくりライフ』金子書房 2009
- 『0～3歳能力を育てる好奇心を引き出す』主婦の友社 c2010
- 『子どもが育つお母さんの言葉がけ』PHP研究所 2010 『この「言葉がけ」が子どもを伸ばす!』PHP文庫
- 『3～6歳能力を伸ばす個性を光らせる』主婦の友社 2010
- 『小学生学力を伸ばす生きる力を育てる』主婦の友社 セレクトbooks 元気が出る子育ての本 2011
- 『本当は怖い小学一年生』ポプラ新書 2013
- 『男の子のカラダとココロの育て方』赤ちゃんとママ社 2015
- 『0～3歳能力を育てる好奇心を引き出す ほんとうに頭のいい子に育てるために必要なこと』主婦の友社 2016
- 『3～6歳能力を伸ばす個性を光らせる 入園・入学の前に親が知っておきたいこと』主婦の友社 2016
- 『「天才」は学校で育たない』ポプラ新書 2017
- 『さあ、子どもたちの「未来」を話しませんか 2017年告示新指針・要領からのメッセージ』おおえだけいこ イラスト 小学館 2017
- 『人生を豊かにする学び方』ちくまプリマー新書 2017

### 共編著
- 『4歳児やりたがりやによりそい育む からだいっぱいの原体験を』関上八重子共著 労働旬報社(年齢別保育実践シリーズ)　1993
- 『子どもの時間 保育園は育ちあう原っぱ』豊川保育園共著 大月書店 1994
- 『子どもにやさしい保育制度を』小宮山洋子共著 大月書店 1994
- 『ことばに探る心の不思議 子どもの育ちとことば』今井和子、村田道子共編 ひとなる書房 1996
- 『「教え」から「学び」への授業づくり　国語』今泉博,上西信夫共編 大月書店 1996
- 『これからの小学校教師』近藤邦夫共編 大月書店(「教え」から「学び」への授業づくり)　1997
- 『ひとりじゃ子育てできっこない』アトム共同保育所共著　かもがわ出版(かもがわライブラリー)　1998
- 『時代は動く!どうする算数・数学教育』井上正允、小寺隆幸共著 国土社 1999
- 『保育と文化の新時代を語る』加藤繁美対談 童心社(子どもの文化21世紀ライブラリー)　1999
- 『父子手帖 お父さんになったあなたへ　pt.2』田中千穂子、土谷みち子共著 大月書店 1999
- 『こうすれば学校は変わる 新学習指導要領と私たちの提言』大月書店 1999
- 『「学力」を問う だれにとってのだれが語る「学力」か』岩川直樹共編 草土文化 2001
- 『里親を知っていますか?』岩波ブックレット 2001
- 『これがボクらの新・子どもの遊び論だ』加用文男、加藤繁美共著 童心社 2001
- 『世界に学ぼう!子育て支援 デンマーク・スウェーデン・フランス・ニュージーランド・カナダ・アメリカに見る子育て環境』フレーベル館、2003
- 『保育園民営化を考える』近藤幹生、普光院亜紀共著 岩波ブックレット　2005
- 『子育てにとても大切な27のヒント クレヨンしんちゃん親子学』野原しんのすけ一家共著 双葉社 2006
- 『「パパ権」宣言! お父さんだって子育てしたい』川端裕人、岸裕司共著 大月書店 2006
- 『のびのび子育てこんなお母さんなら大丈夫!』野原しんのすけ一家共著 双葉社(クレヨンしんちゃん親子学)2007
- 『乳児保育の基本』小西行郎、榊原洋一共編著 フレーベル館 2007
- 『世界の幼児教育・保育改革と学力』泉千勢、一見真理子共編著 明石書店(未来への学力と日本の教育)2008
- 『トークトゥトーク育つ喜び育てる楽しさ』和久洋三共著 玉川大学出版部 2008
- 『保育者論』大豆生田啓友共編 ミネルヴァ書房 2010
- 『子どもにかかわる仕事』編 岩波ジュニア新書 2011
- 『よくわかる教育原理』伊東毅,高田文子,東宏行,増田修治共編著 ミネルヴァ書房 やわらかアカデミズム・〈わかる〉シリーズ 2011
- 『子どもを「人間としてみる」ということ 子どもとともにある保育の原点』子どもと保育総合研究所編 佐伯胖,大豆生田啓友,渡辺英則,三谷大紀, 髙嶋景子共著 ミネルヴァ書房 2013
- 『保育のグランドデザインを描く これからの保育の創造にむけて』久保健太共編著 ミネルヴァ書房 2016
- 『ファンタジーとアニマシオン 古田足日「子どもと文化」の継承と発展』増山均,加藤理共編　子どもの文化研究所編集・企画 童心社 2016
- 『ここがポイント!3法令ガイドブック 新しい『幼稚園教育要領』『保育所保育指針』『幼保連携型認定こども園教育・保育要領』の理解のために』無藤隆,砂上史子共著 フレーベル館 2017
- 『ここが変わった!平成29年告示保育所保育指針まるわかりガイド』編著 チャイルド本社 2017
- 『イラストで読む!幼稚園教育要領 保育所保育指針 幼保連携型認定こども園教育・保育要領はやわかりBOOK』無藤隆共編 学陽書房 2017

## 論文
- Cinii